# Christine (roman)
Christine är en roman av Stephen King 1983. Den kom ut i svensk översättning 1985.

## Handling
Boken handlar om en galen bil. En ung man, Arnie Cunningham, köper bilen, en Plymouth Fury årmodell 1958 från en gammal man, Roland LeBay, och blir alltmer besatt av den. Bilen, som var ganska risig från början, verkar reparera sig själv och dessutom kör den omkring utan förare på nätterna. Arnies vänner, Dennis Guilder och Leigh Cabot försöker rädda sin vän från ett grymt öde. Boken var underlag för filmen med samma namn.